# Hostal Vell (Sant Just Desvern)
L'Hostal Vell és un edifici del municipi de Sant Just Desvern (Baix Llobregat) que forma part de l'Inventari del Patrimoni Arquitectònic de Catalunya.

## Descripció
És un vell edifici que ha patit nombroses transformacions essent l'estat actual força deteriorat. Sembla que originàriament era una masia de planta basilical. Posseeix una campana en un escut de pedra a la façana, símbol del municipi. Destaca la reproducció de la Creu de l'Hostal Vell, ja que l'original es va traslladar a un altre indret.

## Història
Primitiva Casa de la Vila, on s'hi afegiren la "carnisseria" (1617), el "pes del blat" i "el pou comú" (1682). Possible ampliació de l'hostal el 1700. El 1773 s'adaptà la casa per a fer-hi estudi, prenent el nom de "Lo Estudi". El 1798 es produeix el trasllat de l'hostal a la carretera.